# Lijst van nummer 1-hits in Zweden in 2014
Deze hits stonden in 2014 op nummer 1 in  de Sverigetopplistan Single Top 60, de bekendste hitlijst in Zweden.
| Datum        | Artiest                               | Titel                            |
| ------------ | ------------------------------------- | -------------------------------- |
| 3 januari    | Pitbull & Ke$ha                       | Timber                           |
| 10 januari   | Pitbull & Ke$ha                       | Timber                           |
| 17 januari   | Ed Sheeran                            | I See Fire                       |
| 24 januari   | Ed Sheeran                            | I see fire                       |
| 31 januari   | Ed Sheeran                            | I see fire                       |
| 7 februari   | Ed Sheeran                            | I see fire                       |
| 14 februari  | Ed Sheeran                            | I see fire                       |
| 21 februari  | Ed Sheeran                            | I see fire                       |
| 28 februari  | Ed Sheeran                            | I see fire                       |
| 7 maart      | Ace Wilder                            | Busy doin' nothin'               |
| 14 maart     | Ace Wilder                            | Busy doin' nothin'               |
| 21 maart     | Ace Wilder                            | Busy doin' nothin'               |
| 28 maart     | Ace Wilder                            | Busy doin' nothin'               |
| 4 april      | Clean Bandit & Jess Glynne            | Rather be                        |
| 11 april     | Mr. Probz                             | Waves (Robin Schulz remix)       |
| 18 april     | Mr. Probz                             | Waves (Robin Schulz remix)       |
| 25 april     | Mr. Probz                             | Waves (Robin Schulz remix)       |
| 2 mei        | John Legend                           | All of me                        |
| 9 mei        | John Legend                           | All of me                        |
| 16 mei       | John Legend                           | All of me                        |
| 23 mei       | John Legend                           | All of me                        |
| 30 mei       | John Legend                           | All of me                        |
| 6 juni       | John Legend                           | All of me                        |
| 13 juni      | John Legend                           | All of me                        |
| 20 juni      | John Legend                           | All of me                        |
| 27 juni      | John Legend                           | All of me                        |
| 4 juli       | Albin & Kirstin Amparo                | Din soldat                       |
| 11 juli      | Albin & Kirstin Amparo                | Din soldat                       |
| 18 juli      | Albin & Kirstin Amparo                | Din soldat                       |
| 25 juli      | Albin & Kirstin Amparo                | Din soldat                       |
| 1 augustus   | Lilly Wood & The Prick & Robin Schulz | Prayer in C (Robin Schulz remix) |
| 8 augustus   | Lilly Wood & The Prick & Robin Schulz | Prayer in C (Robin Schulz remix) |
| 15 augustus  | Lilly Wood & The Prick & Robin Schulz | Prayer in C (Robin Schulz remix) |
| 22 augustus  | Lilly Wood & The Prick & Robin Schulz | Prayer in C (Robin Schulz remix) |
| 29 augustus  | Lilly Wood & The Prick & Robin Schulz | Prayer in C (Robin Schulz remix) |
| 5 september  | AronChupa                             | I'm an Albatraoz                 |
| 12 september | AronChupa                             | I'm an albatroaz                 |
| 19 september | AronChupa                             | I'm an albatroaz                 |
| 26 september | Calvin Harris & John Newman           | Blame                            |
| 3 oktober    | Calvin Harris & John Newman           | Blame                            |
| 10 oktober   | Calvin Harris & John Newman           | Blame                            |
| 17 oktober   | Avicii                                | The days                         |
| 24 oktober   | Avicii                                | The days                         |
| 31 oktober   | Avicii                                | The days                         |
| 7 november   | OMI                                   | Cheerleader (Felix Jaehn remix)  |
| 14 november  | OMI                                   | Cheerleader (Felix Jaehn remix)  |
| 21 november  | OMI                                   | Cheerleader (Felix Jaehn remix)  |
| 28 november  | OMI                                   | Cheerleader (Felix Jaehn remix)  |
| 5 december   | OMI                                   | Cheerleader (Felix Jaehn remix)  |
| 12 december  | OMI                                   | Cheerleader (Felix Jaehn remix)  |
| 19 december  | OMI                                   | Cheerleader (Felix Jaehn remix)  |
| 26 december  | OMI                                   | Cheerleader (Felix Jaehn remix)  |